# Gare de Thann-Saint-Jacques
Gare de Thann-Saint-Jacques – stacja kolejowa w miejscowości Thann, w departamencie Górny Ren, w regionie Grand Est, we Francji. Jest zarządzana przez SNCF i obsługiwana przez pociągi TER Grand Est.
Od 12 grudnia 2010 jest obsługiwana również przez tramwaj dwusystemowy linii 3.

## Położenie
Znajduje się na linii Lutterbach – Kruth, na km 15,497 między stacjami Thann-Centre i Bitschwiller, na wysokości 345 m n.p.m.

## Linie kolejowe
- Linia Lutterbach – Kruth